# Earl of Roscommon
Earl of Roscommon war ein erblicher britischer Adelstitel in der Peerage of Ireland.

## Verleihung
Der Titel wurde am 5. August 1622 für James Dillon, 1. Baron Dillon, geschaffen. Diesem war bereits am 24. Januar 1619, ebenfalls in der Peerage of Ireland, der fortan nachgeordnete Titel Baron Dillon, of Kilkenny West in the County of Westmeath, verliehen worden.
Beide Titel erloschen beim Tod des 12. Earls am 15. Mai 1850.

## Liste der Earls of Roscommon (1622)

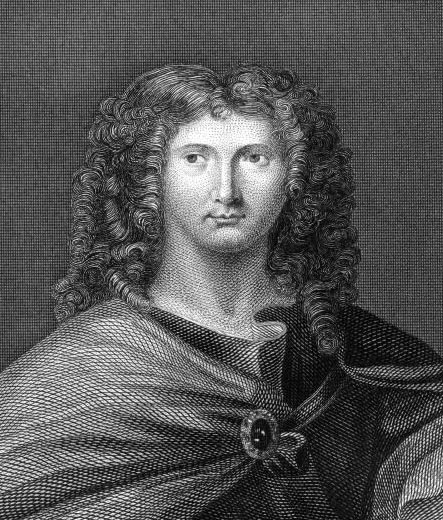
Wentworth Dillon, 4. Earl of Roscommon

- James Dillon, 1. Earl of Roscommon († 1642)
- Robert Dillon, 2. Earl of Roscommon († 1642)
- James Dillon, 3. Earl of Roscommon (um 1605–1649)
- Wentworth Dillon, 4. Earl of Roscommon (um 1630–1685)
- Carey Dillon, 5. Earl of Roscommon (1627–1689)
- Robert Dillon, 6. Earl of Roscommon († 1715)
- Robert Dillon, 7. Earl of Roscommon († 1721)
- James Dillon, 8. Earl of Roscommon (1702–1746)
- Robert Dillon, 9. Earl of Roscommon († 1770)
- John Dillon, 10. Earl of Roscommon († 1782)
- Patrick Dillon, 11. Earl of Roscommon (1769–1816)
- Michael Dillon, 12. Earl of Roscommon (1798–1850)